# Gino Albertengo
Gino Agustín Albertengo (n. Egusquiza, Santa Fe, Argentina; 4 de julio de 2003) es un futbolista argentino que juega de Delantero y su equipo actual es San Luis de Quillota de la Primera B de Chile.

## Trayectoria
Nacido en Egusquiza, en la Provincia de Santa Fe, Argentina, Albertengo comenzó su carrera en el Atlético Rafaela. Debutó con la selección absoluta en el partido de la Copa Argentina contra Talleres el 2 de marzo de 2021 y firmó su primer contrato profesional el 29 de abril de 2022.
En 2024, Albertengo jugó a préstamo con Unión de Sunchales y San Jorge. En enero de 2025, Albertengo se trasladó a Chile y fichó por San Luis de Quillota de la Primera B, a préstamo por un año.

## Vida personal
Gino es el hermano menor de los futbolistas profesionales Mauro y Lucas Albertengo. Su hermano Martín jugaba al fútbol, a nivel amateur en la Liga Rafaelina de Fútbol.

## Clubes
| Club                 | País      | Año           |
| -------------------- | --------- | ------------- |
| Atlético Rafaela     | Argentina | 2021-2003     |
| Unión de Sunchales   | Argentina | 2024          |
| San Jorge            | Argentina | 2024          |
| San Luis de Quillota | Chile     | 2025-presente |